# Toms Harbor Keys

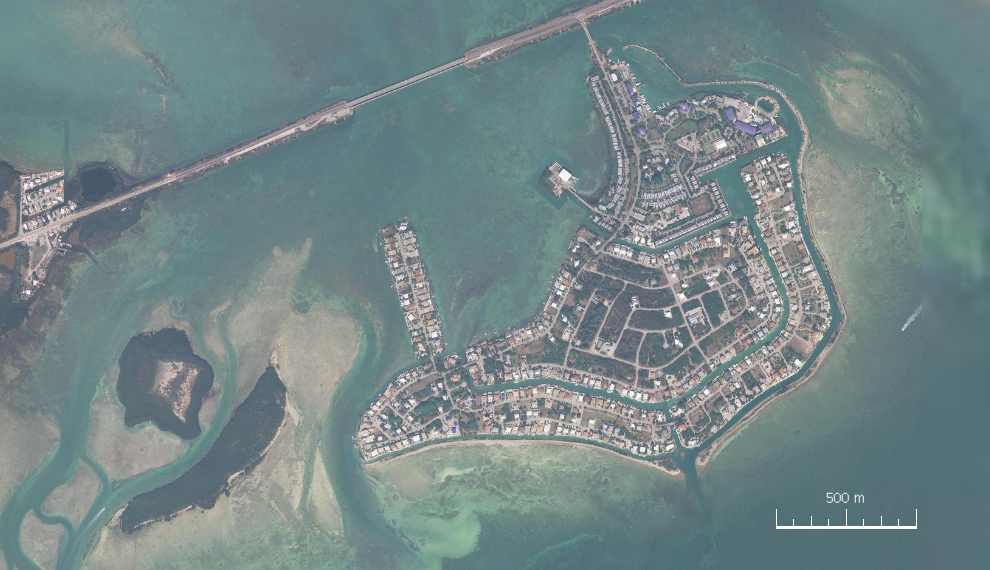
Satellitenbild von Duck Key, mit Toms Harbor Keys südwestlich davon (links unten im Bild)

Die Toms Harbor Keys sind zwei kleine Inseln der Florida Keys. Die beiden Inseln, die keinen offiziellen eigenen Namen besitzen, haben zusammen eine Fläche von etwa 46 Acres (18,6 Hektar). Sie befinden sich in der Mitte der Inselkette 470 Meter südlich des Overseas Highways zwischen den größeren Inseln Duck Key (260 Meter östlich jenseits des Duck Key Channel) und Grassy Key (370 Meter nordwestlich). Zusammen mit diesen bilden die Toms Harbor Keys einen Toms Harbor genannten Ankerplatz.
Die Toms Harbor Keys gehören wie die westlich benachbarte größere Insel Grassy Key seit 1999 zur Stadt Marathon. Die südliche der beiden Inseln stellt das östlichste Gebiet der Stadt Marathon dar.
Beide Inseln sind unbewohnt und mit Mangroven bewachsen. Die nördliche Insel ist annähernd rund und mit 8,7 Hektar etwas kleiner. Die südliche Insel ist länglich und hat eine Fläche von 9,9 Hektar.